# Kapprustning

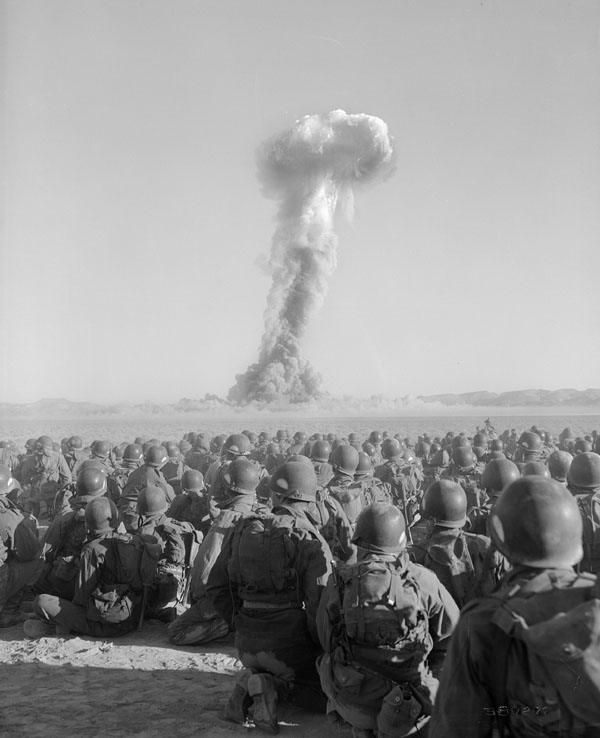
USA provspränger atombomber i Mojaveöknen i Nevada 1951.

Kapprustning kallas en konkurrerande militär upprustning mellan två nationer.
När ett land ser en tänkbar militär konflikt i framtiden, kan det försöka förbereda sig inför detta genom att producera mer vapen och öka antal personer i sin armé. Förhoppningen kan vara att en ökad stridsförmåga ska avskräcka andra länder från provokationer, så att krig kan undvikas. En bieffekt av detta är dock att de tänkbara motståndarna ser sig då nödgade att själva rusta upp sin stridsförmåga för att inte hamna efter. Detta leder till en spiral av upprustning som är svår att bryta. 
Den mest kända upprustningen i modern tid var den mellan USA och Sovjetunionen under kalla kriget. I dag kan man se liknande kapprustningar i mindre skala mellan länder som Indien, Pakistan, Kina och Taiwan sinsemellan. Den första moderna kapprustningen ägde rum ute till sjöss mellan Storbritannien och Tyskland under sent 1800-tal.

### Fotnoter
1. ↑  ”Kapprustning”. Nationalencyklopedin. http://www.ne.se/uppslagsverk/encyklopedi/l%C3%A5ng/kapprustning. Läst 12 augusti 2016.